# Henry I của Anh
Henry I của Anh (1068/1069 – 1 tháng 12 năm 1135) là con thứ năm của William Kẻ Chinh phục và là vị vua đầu tiên sinh tại Anh từ sau sự xâm lược của người Normandie năm 1066. Ông nối ngôi người anh ruột William II để trở thành vua nước Anh từ năm 1100 và đánh bại người anh cả, Robert Curthose, để trở thành Công tước xứ Normandy năm 1106. Henry I còn được gọi là Beauclerc vì tính ham hiểu biết, hay Lion of Justice (Sư tử của công lý) nhờ bộ máy hành chính và pháp luật mà ông xây dựng thời đó.
Triều đại của Henry được biết đến với chủ nghĩa cơ hội chính trị. Ông chính thức kế thừa ngôi vị khi người anh Robert đang tham dự cuộc thập tự chinh thứ nhất, giai đoạn đầu của triều đại Henry I được đánh dấu bởi những cuộc chiến tranh giành quyền lực nước Anh và Normandie với Robert. Tuy vậy thì Henry cũng đã thành công trong việc thống nhất hai vương quốc từ sau sự chia rẽ khi cha ông mất năm 1087. Dưới sự trị vì của Henry, ông đã trao cho giai cấp địa chủ bản Hiến chương Tự do (Charter of Liberties), một bản hiến chương xác định rõ những quyền của đức vua, tạo tiền đề cho sự ra đời của Magna Carta, trong đó xác định luật lệ áp dụng cho cả nhà vua.
Ngoài ra, triều đại của vua Henry I còn được biết đến với những cải cách về pháp luật và tài chính, ông cho lập ra Bộ tài chính để cải cách ngân khố. Ông cũng sử dụng các quan lại đi vi hành để kiểm soát sự lạm dụng quyền lực ở cấp vùng và địa phương, điều này đã nhận được phản ứng tích cực từ người dân. Sự khác biệt về dân số Anh và Normandie cũng bắt đầu tan vỡ trong thời đại của ông và bản thân vua Henry cũng kết hôn với con gái một gia đình hoàng tộc cũ của Anh. Ông cũng thực hiện sự hòa giải với nhà thờ sau những bất đồng từ thời William II để lại. Dù vậy thì triều đại của Henry I cũng không phải là suôn sẻ từ đầu tới cuối, khi người con cả của ông William Adelin chết sau vụ đắm tàu nghiệt ngã của con tàu White Ship. Sau cái chết của người con trai, vua Henry có ý định trao ngôi cho người con gái là Hoàng hậu Matilda nhưng cuối cùng triều đại của ông lại kết thúc bởi một thời kỳ nội chiến sau đó (được biết với tên The Anarchy, tạm dịch: Thời kỳ hỗn loạn).

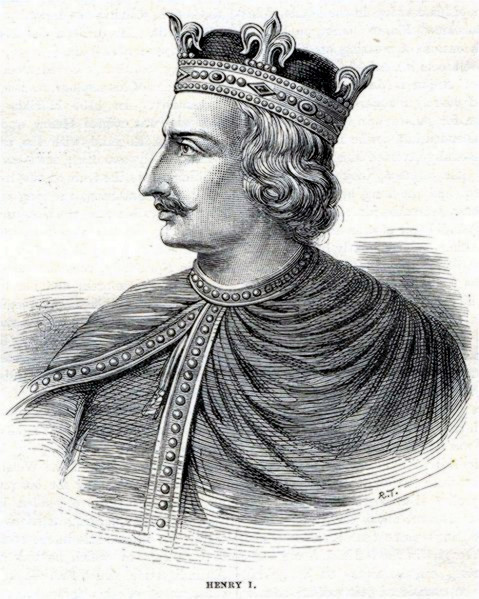
Henry I